# Beaurain
Beaurain är en kommun i departementet Nord i regionen Hauts-de-France i norra Frankrike. Kommunen ligger i kantonen Solesmes som tillhör arrondissementet Cambrai. År 2022 hade Beaurain 233 invånare.

## Befolkningsutveckling
Antalet invånare i kommunen Beaurain
| Referens: INSEE |